# This Modern Age
This Modern Age ist ein US-amerikanischer Spielfilm mit Joan Crawford aus dem Jahr 1931.

## Handlung
Die etwas in die Jahre gekommene Lebedame Diane Winters ist gerade im Begriff, mit ihrem aktuellen Liebhaber zu einem Kurztrip an die Riviera aufzubrechen, als ohne Vorwarnung ihre 19-jährige Tochter Valentine vor der Tür steht. Diane ließ sich kurz nach der Geburt ihrer Tochter scheiden und verlor das Sorgerecht an den streng konservativen Vater von Valentine.
Nach anfänglichen Problemen verbindet Mutter und Tochter bald ein starkes Band, und die zwei Frauen genießen ein Leben in Luxus und ohne materielle Sorgen. Sie werden zum Toast von Paris und avancieren zu gerngesehenen Gästen in der vornehmen Welt. Eines Tages lernt Valentine, die mittlerweile den Ruf eines Partygirls erworben hat, den reichen Harvardstudenten Robert Blake kennen. Während Diane ihrer Tochter rät, ohne Trauschein mit Bob zusammenzuleben, will Valentine eine ehrbare Frau werden und akzeptiert den Heiratsantrag ihres Freundes. Alles scheint perfekt, als Roberts bigotte Eltern moralische Bedenken gegen die Wahl ihres Sohnes äußern. Viele Tränen später und nach einigen unerfreulichen Enthüllungen aus Dianes Vergangenheit schaffen es Valentine und Robert endlich glücklich zu werden.

## Hintergrund
Joan Crawford erreichte in den frühen 1930ern einen ersten Karrierehöhepunkt. Nachdem sie durch die Darstellung lebenslustiger junger Damen, damals Flapper genannt, in Filmen wie Our Dancing Daughters zu Ruhm gekommen war, übernahm sie ab 1930 zunehmend ernste Rollen. Meist war Crawford als selbstbewusste Frau zu sehen, die sich ihr Glück aus eigener Kraft gegen jeden Widerstand der Gesellschaft erkämpft. This Modern Age ist ein typisches Beispiel für das damals beliebte Genre der Confession Tales, die moralische Probleme von Frauen mit mehr oder weniger Mitgefühl in Szene setzten. Das Grundmuster schilderte meist die Abenteuer der Heldin, die ihre moralische Integrität gegenüber allerlei Anfechtungen und Versuchungen bewahren muss. Geringfügig abgewandelt erkennt die Protagonistin nach anfänglichen Fehltritten und einem Leben in sexueller Ausschweifung und Sünde den Wert von Anstand, Sitte und Moral. This Modern Age weist einige bemerkenswerte Parallelen zu zwei anderen Filmen aus dem Jahr auf: sowohl Illicit mit Barbara Stanwyck als auch The Common Law, ein Film von Constance Bennett, beschäftigen sich mit der Frage, ob die Institution der Ehe angesichts der geänderten Moralvorstellungen überhaupt noch zeitgemäß ist.
Nach einer kurzen Sequenz in Our Blushing Brides und der Rolle in Laughing Sinners ist This Modern Age einer von drei  Filmen, in denen Joan Crawford mit blondgefärbten Haaren auftritt. Die Gründe lagen in der ursprünglichen Besetzung der Rolle der Diane mit der hellblonden Schauspielerin Marjorie Rambeau. Um die Ähnlichkeit von Mutter und Tochter herauszustellen, willigte Crawford ein, sich ihre Haare zu blondieren. Kurz nach Drehbeginn erkrankte Rambeau schwer und wurde durch den ehemaligen Stummfilmstar Pauline Frederick ersetzt, einer Brünetten, deren Karriere ihren Höhepunkt um 1915 erreichte. Die beiden Schauspielerinnen kamen privat gut miteinander aus, hatten jedoch beide einen gestenreichen, emotional aufgeladenen Schauspielstil, was in der Kombination den gemeinsamen Szenen eine übertriebene Dramatik verlieh. Die Schauspielerin Emma Dunn war spezialisiert auf die Darstellung von bigotten, prüden Frauen, die mit Selbstgerechtigkeit und Sittenstrenge gegen alle auftreten, die einen freizügigeren Umgang mit dem anderen Geschlecht pflegen.
Joan Crawford war nicht sonderlich angetan von dem Film und meinte später gegenüber Roy Newquist lapidar:

„Vergeßt ‚This Modern Age‘.“

## Kinoauswertung
Mit Produktionskosten von 361.000 US-Dollar war This Modern Age eine knapp durchschnittlich teure Produktion. Die Einnahmen betrugen in den USA mit 708.000 Dollar weniger als die meisten vorherigen Streifen der Schauspielerin. Mit den Auslandseinnahmen von lediglich 183.000 Dollar und einem Gesamtergebnis von nur knapp 891.000 Dollar blieb der Film hinter den Erwartungen zurück. Am Ende machte MGM einen Gewinn von 218.000 Dollar, der jedoch unter den bisherigen vorherigen Ergebnissen eines Crawford-Films lag.

## Kritiken
Mordaunt Hall zeigte sich recht angetan in der New York Times:

„Eine flachsblonde Joan Crawford ist der Mittelpunkt von ‚This Modern Age‘ […]. Es ist ein Film, der die meiste Zeit dahin plätschert, aber gelegentlich auch seine Momente hat. [Joan Crawford] gibt eine ihrer besseren Darstellungen im Vergleich zu ihren bisherigen Auftritten im Tonfilm. […] Sie überzeugt sowohl in den fröhlichen als auch in den ernsten Situationen.“